# Black Billy au Canada
Pour plus de détails, voir Fiche technique et Distribution.
Black Billy au Canada (Rider of the Law) est un film muet américain réalisé par John Ford, sorti en 1919.

## Fiche technique
- Titre original : Rider of the Law
- Titre français : Black Billy au Canada
- Réalisation : John Ford (crédité Jack Ford)
- Scénario : H. Tipton Steck
- Photographie : John W. Brown
- Producteur : Pat Powers
- Société de production : The Universal Film Manufacturing Company
- Société de distribution : The Universal Film Manufacturing Company
- Pays de production :  États-Unis
- Langue : anglais
- Format : Noir et blanc — 35 mm — 1,33:1 — Film muet
- Genre : Western
- Durée : 60 minutes (6 bobines[1])
- Date de sortie : 
  - États-Unis : 3 novembre 1919
- Licence : domaine public

## Distribution
- Harry Carey : Jim Kyneton
- Vester Pegg : Nick Kyneton
- Ted Brooks : « The Kid »
- Joe Harris : Buck Soutar
- Jack Woods : Jack West
- Duke Lee : Capitaine Saltire
- Gloria Hope : Betty
- Claire Anderson : Roseen
- Jennie Lee : la mère de Jim

## Autour du film
- Ce film est considéré comme perdu selon Silent Era.